# براندون تايلر
براندون تايلر (بالإنجليزية: Brandon Tyler)‏ (16 أكتوبر 1988 ببورتلاند في الولايات المتحدة - ) هو لاعب كرة قدم أمريكي في مركز الدفاع. لعب مع نيو إنجلاند ريفولوشن ووسترن ماس بيونيرز وGPS Portland Phoenix ‏ وNew Orleans Jesters ‏.

## وصلات خارجية
- براندون تايلر على موقع قاعدة بيانات كرة القدم.إي يو (الإنجليزية)